# Parc des sports des Maisons Rouges
La Parc des sports des Maisons Rouges est un complexe sportif situé à Bry-sur-Marne dans le Val-de-Marne en France.

## Description
Le complexe est composé d'un stade de football en gazon synthétique, une piste d'athlétisme, et d'un skatepark mis en service en 2004 et rénové en 2013 (remplacement de la structure modulaire en bois par un bowl en béton). Depuis 2000, le Sporting Club Athletic de Bry Sur Marne (SCAB) y tient son siège. Le Football Club de Bry sur Marne (FC Bry) y tient aussi son siège,. La pelouse du stade est un espace de jachère pour les poneys du centre équestre municipal durant le printemps et l'été.
Le complexe sportif et son parking s'étendent sur une superficie de 7.000 mètres carrés.
En 2018, la commune choisit de nommer le futur gymnase du Parc des sports des Maisons Rouges en hommage à l'athlète handisport Marie-Amélie Le Fur.